# Galina Petrowna Chowanskaja

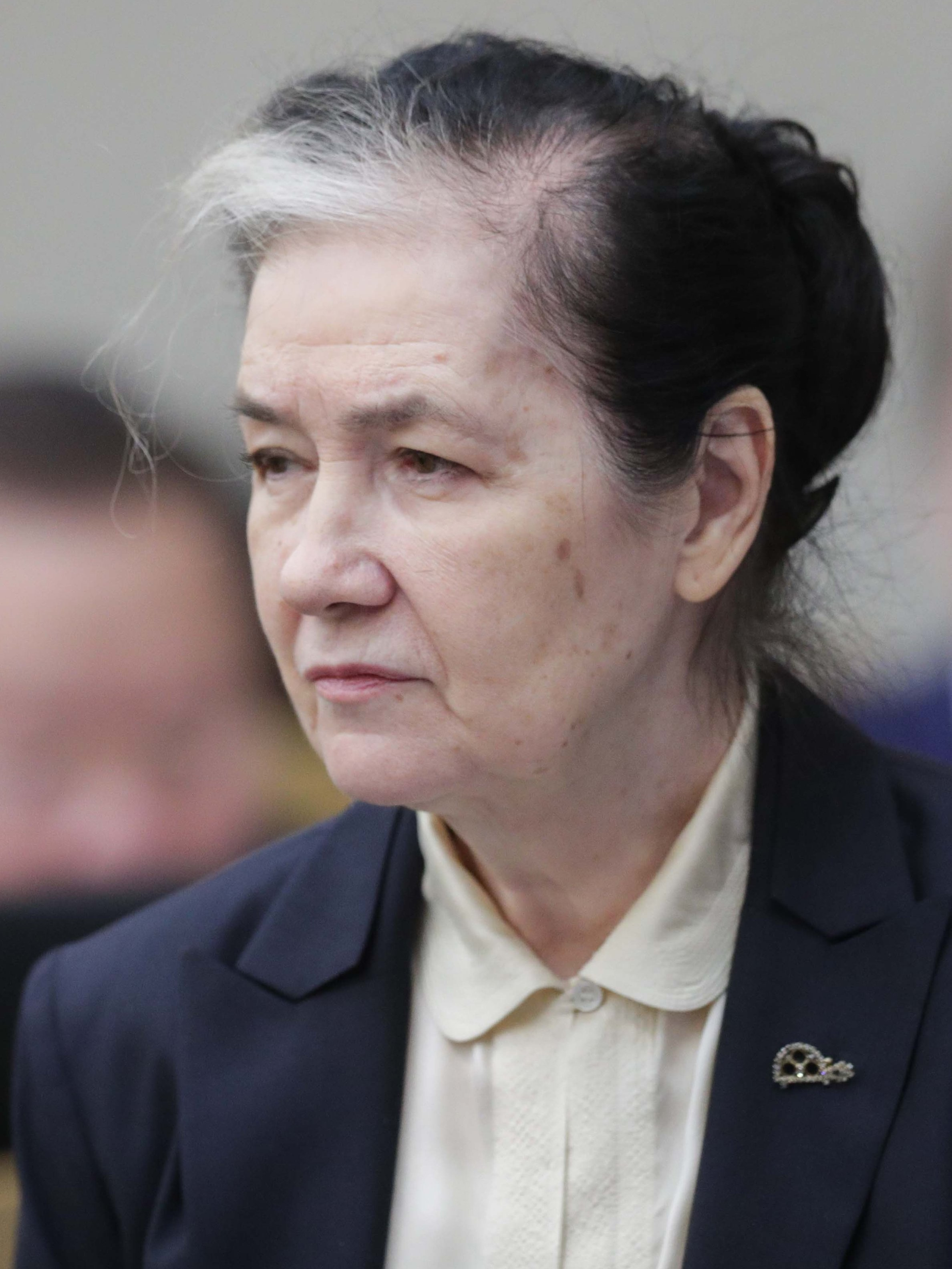
Galina Petrowna Chowanskaja (2019)

Galina Petrowna Chowanskaja (russisch Галина Петровна Хованская; * 23. August 1943 in Moskau) ist eine sowjetische bzw. russische Informatikerin und Politikerin.

## Leben
Chowanskajas Eltern unterrichteten an der Universität Moskau. Im Deutschen Angriffskrieg fiel der Vater 1945 an der Front.
Chowanskaja studierte am Moskauer Ingenieur-Physik-Institut in der Fakultät für Rechenmaschinen mit Abschluss 1966. Darauf arbeitete sie im Moskauer Keldysch-Institut für Angewandte Mathematik der Akademie der Wissenschaften der UdSSR. Sie untersuchte Probleme der Systemprogrammierung und wurde aufgrund ihrer Fachveröffentlichungen wissenschaftliche Senior-Mitarbeiterin.
Ab 1989 beteiligte sich Chowanskaja an der Demokratie-Bewegung in Moskau und schloss sich der Organisation Demokratisches Russland an. Sie beteiligte sich an der Gründung der Wählervereinigung Demokratische Wahl im Moskauer Frunse-Rajon. Im März 1990 wurde sie in den Frunse-Rajon-Rat gewählt. Sie schloss sich dem Block Demokratisches Russland an und war Mitglied der Wohnungskommission. Sie verteidigte die Wohnungsrechte der Bürger in Gerichtsprozessen  mit dem Zentralkomitee der KPdSU  und verschiedenen Behörden. Ab 1992 leitete sie die Wohnungspolitik in der Verwaltung des Moskauer Zentralbezirks.
In die Moskauer Stadtduma wurde Chowanskaja 1993 gewählt. Der Öffentlichkeitsrat für Wohnungspolitik bei der Moskauer Stadtduma arbeitete ab 1994 unter ihrer Leitung. Sie war eine der sechs Abgeordneten, die gegen die erste Fassung der Satzung der Stadt Moskau stimmten, weil damit die lokale Selbstverwaltung abgeschafft würde. Dabei tauschte sie sich mit dem Jabloko aus. Daneben studierte sie an der Akademischen Rechtsuniversität beim Institut für Staat und Recht der Russischen Akademie der Wissenschaften mit Abschluss 1999.
Chowanskaja trat 1997 in den Jabloko ein und leitete die Nordorganisation der Moskauer Regionalabteilung des Jabloko. Im selben Jahr wurde sie wieder in die Moskauer Stadtduma gewählt. Ab 1998 war sie Vorsitzende der Kommission für Wohnungspolitik und Kommunalreform. Ihre Wiederwahl in die Moskauer Stadtduma erfolgte 2001.
Bei der Staatsduma-Wahl  2003 wurde Chowanskaja direkt  gewählt, während der Jabloko an der Fünf-Prozent-Hürde scheiterte, sodass sie nun als unabhängige Abgeordnete galt. Sie wurde Mitglied des Komitees für Zivilrecht-, Strafrecht-, Schiedsrecht- und Prozessordnung-Gesetzgebung. Sie war Jabloko-Vizevorsitzende bis zu ihrem Parteiaustritt 2007. Bei der Duma-Wahl 2007 wurde sie als Kandidatin der Partei Gerechtes Russland auf dem 2. Listenplatz der Stadt Moskau gewählt. Als Parteilose wurde sie im Januar 2008 Mitglied des Komitees für Bauwesen und Grundstücksangelegenheiten. Gerechtes Russland nominierte sie für die Moskauer Stadtduma-Wahj 2009, scheiterte aber an der Sieben-Prozent-Hürde.
Im Mai 2011 trat Chowanskaja in Gerechtes Russland ein und wurde im Dezember 2011 in die Staatsduma gewählt. Sie war nun Vorsitzende des Komitees für Wohnungspolitik und Wohnungskommunalwirtschaft. Bei der nächsten Duma-Wahl 2016 wurde sie wieder gewählt und ebenso 2021, als Anastassija Brjuchanowa und  Marina Litwinowitsch Gegenkandidatinnen in ihrem Moskauer Wahlkreis waren und es hinterher Diskussionen zur Ordnungsmäßigkeit der Stimmabgabe und der Auszählung gab. Sie wurde Mitglied des Präsidiums des Zentralrats der Partei Gerechtes Russland und Ehrenmitglied der Partei.
Nach Beginn des russischen Angriffs gegen die Ukraine wurde Chowanskaja wegen Unterstützung der russischen Politik am 22. Februar 2022 auf die Sanktionsliste der Europäischen Union gesetzt. Weitere Länder der Westlichen Welt folgten in den folgenden Monaten.
Chowanskaja ist mit dem Physiker Waleri Chowanski verheiratet und hat eine Tochter und drei Enkel.

## Ehrungen, Preise
- Medaille Verteidigerin des freien Russlands (1993)[6]
- Orden der Ehre (Russland) (2014)[7]
- Stolypin-Medaille II. Klasse der Regierung der Russischen Föderation (2018)
- Ehrendoktorin der Moskauer Nationalen Forschungsuniversität für Bauwesen[3]